# Voltlage
Voltlage ist eine Gemeinde innerhalb der Samtgemeinde Neuenkirchen im Westen des Landkreises Osnabrück in Niedersachsen.

## Geografie

### Geografische Lage
Voltlage liegt im westlichen Bramgau am Übergang zum Tecklenburger Land.

### Nachbargemeinden
Voltlage grenzt im Norden an Fürstenau, im Nordosten an Merzen, im Osten an Neuenkirchen sowie im Süden an Recke und im Westen an Hopsten (beide Kreis Steinfurt, Nordrhein-Westfalen).

### Gemeindegliederung
Die Gemeindeteile sind
- Höckel

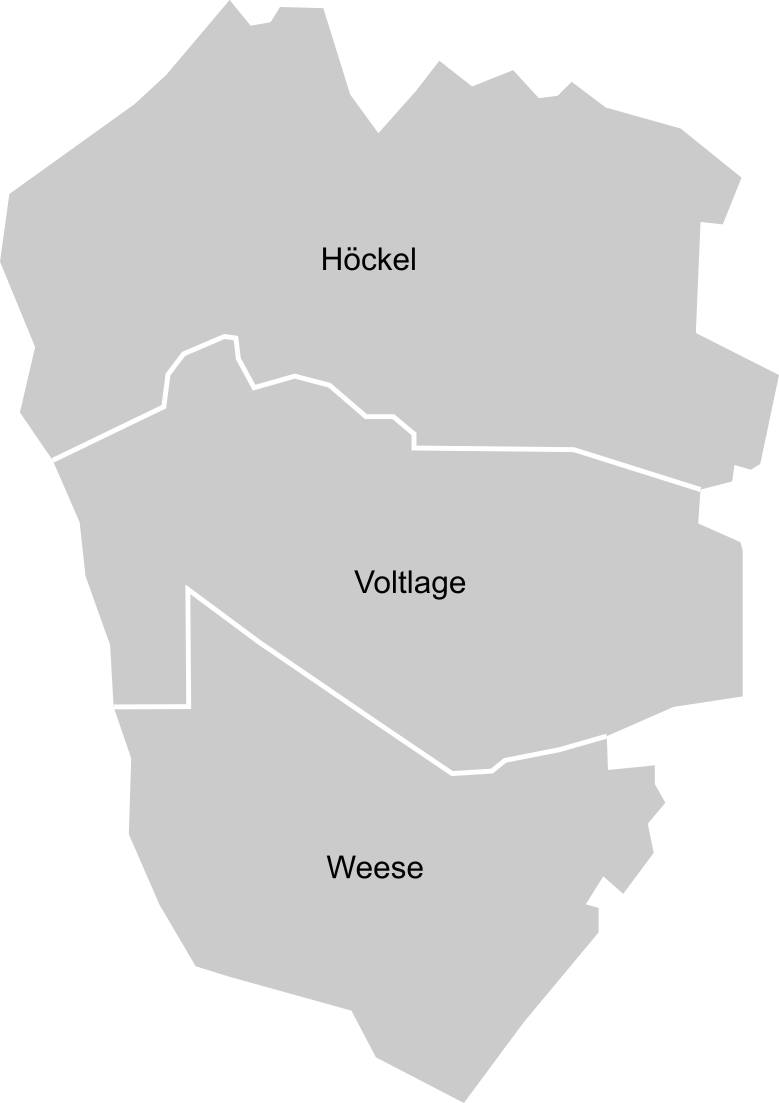
Ortsteile Voltlage

- Voltlage – Sitz der Gemeindeverwaltung
- Weese

## Geschichte

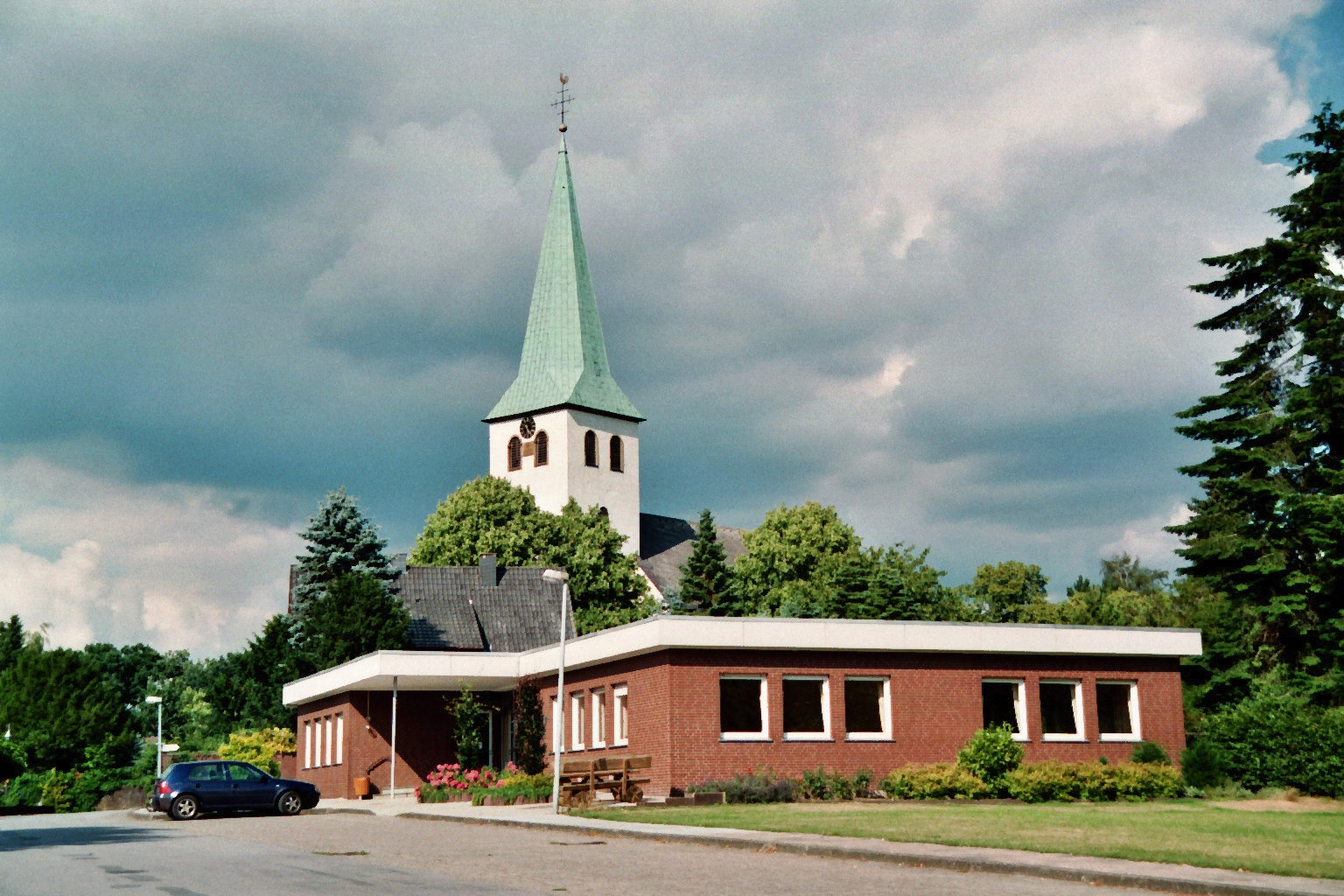
Die katholische Pfarrkirche St. Katharina prägt das Bild des Ortskerns.

Bis 1400 gehörte Voltlage zur Grafschaft Tecklenburg. Mit der Niederlage der Grafen von Tecklenburg gegen die Bischöfe vom Bistum Münster und Bistum Osnabrück wurde Voltlage ein Teil des Hochstifts Osnabrück. Voltlage gehörte seitdem bis 1802 zum Bistum Osnabrück. Nach der französischen Besetzung bis 1814 kam Voltlage infolge des Wiener Kongress an das Königreich Hannover. Mit der Niederlage des Königreichs Hannover von 1866 wurde Voltlage Teil von Preußen.

### Religion
Voltlage ist zum größten Teil römisch-katholisch. Der Hochaltar und die Seitenaltäre der 1766 geweihten katholischen Pfarrkirche St. Katharina stammen von dem Bildhauer Johann Heinrich König (1705–1784) aus Münster (Westfalen).

### Kriegsende in Voltlage

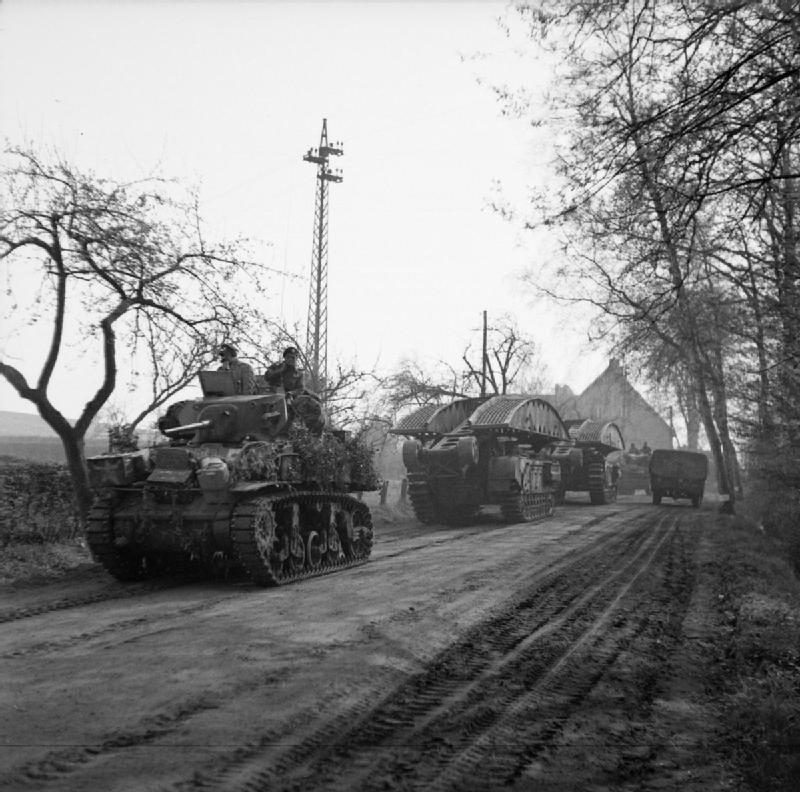
9. April 1945: Britische Panzer durchqueren Voltlage

Nachdem die britischen Streitkräfte mit der Operation Plunder ab dem 23. März 1945 den Rhein überquerten und innerhalb weniger Tage durch das Münster- und Tecklenburger Land vorrückten, geriet auch Voltlage in das Kampfgebiet. Als die 156. Brigade der 52nd (Lowland) Infantry Division am 7. April das Nachbardorf Halverde kampflos eroberte, wandte sich das Kriegsgeschehen am Folgetag auf Voltlage und Weese zu. Die Kämpfe am Sonntag, den 8. April um Voltlage gingen als der „blutige Weiße Sonntag“ in die Geschichte des Dorfes ein.

### Eingemeindungen
Am 1. Juli 1972 wurden mit der Gebietsreform in Niedersachsen die Gemeinden Höckel und Weese eingegliedert, welche zuvor dem Landkreis Bersenbrück als selbstständige Gemeinden angehörten.

### Einwohnerentwicklung

Bevölkerungsentwicklung in Voltlage seit 1987

Die folgende Übersicht zeigt die Einwohnerzahlen von Voltlage im jeweiligen Gebietsstand und jeweils am 31. Dezember.
Bei den Zahlen handelt es sich um Fortschreibungen des Landesbetriebs für Statistik und Kommunikationstechnologie Niedersachsen auf Basis der Volkszählung vom 25. Mai 1987.
Bei den Angaben aus den Jahren 1961 (6. Juni) und 1970 (27. Mai) handelt es sich um die Volkszählungsergebnisse einschließlich der Orte, die am 1. Juli 1972 eingegliedert wurden.
| Jahr | Einwohner |
| ---- | --------- |
| 1961 | 1704      |
| 1970 | 1648      |
| 1987 | 1587      |
| 1990 | 1645      |
| 1995 | 1739      |
| 2000 | 1769      |
| 2005 | 1825      |
| 2010 | 1782      |
| 2011 | 1754      |
| 2015 | 1743      |
| 2017 | 1717      |
| 2018 | 1732      |
| 2020 | 1779      |

## Politik

### Gemeinderat
Der Gemeinderat setzt sich aus elf Mitgliedern zusammen. Dies ist die festgelegte Anzahl für eine Mitgliedsgemeinde einer Samtgemeinde mit einer Einwohnerzahl zwischen 1.001 und 2.000 Einwohnern. Die Ratsmitglieder werden durch eine Kommunalwahl für jeweils fünf Jahre gewählt. Die aktuelle Amtszeit begann am 1. November 2021 und endet am 31. Oktober 2026.
Die folgende Tabelle zeigt die Kommunalwahlergebnisse seit 1996.
| 2021–2026 | 90,3 | 10 | 9,7  | 1 | 100 | 11 | 75,2 |
| 2016–2021 | 92,2 | 10 | 7,8  | 1 | 100 | 11 | 67,3 |
| 2011–2016 | 87,1 | 10 | 12,9 | 1 | 100 | 11 | 65,5 |
| 2006–2011 | 90,6 | 10 | 9,4  | 1 | 100 | 11 | 63,7 |
| 2001–2006 | 88,5 | 10 | 11,5 | 1 | 100 | 11 | 71,4 |
| 1996–2001 | 94,7 | 11 | 5,3  | 0 | 100 | 11 | 77,1 |
| Prozentanteile gerundet. Quellen: Landesbetrieb für Statistik und Kommunikationstechnologie Niedersachsen, Landkreis Osnabrück, neuenkirchen-os.de . Bei unterschiedlichen Angaben in den genannten Quellen wurden die Daten des Landesbetrieb für Statistik und Kommunikationstechnologie verwendet, da diese eine insgesamt höhere Plausibilität aufweisen. |      |    |      |   |     |    |      |

### Bürgermeister
Bürgermeister ist seit November 2016 der Landwirt Norbert Trame. Sein Vorgänger war Bernhard Egbert (CDU), der das Amt 15 Jahre lang innehatte.
- seit 2021 Hermann Dreising (CDU)
- 2016–2021 Norbert Trame (CDU)
- 2001–2016 Bernhard Egbert (CDU)
- 1981–2001 August Mönter (CDU)[11]

### Wappen
Das Wappen besteht aus drei Ähren, die die Ortsteile Voltlage, Weese und Höckel symbolisieren und einem gebrochenen Wagenrad, welches für die Namenspatronin Katharina von Alexandrien der Voltlager Kirche steht.

## Kultur und Sehenswürdigkeiten

### Museen

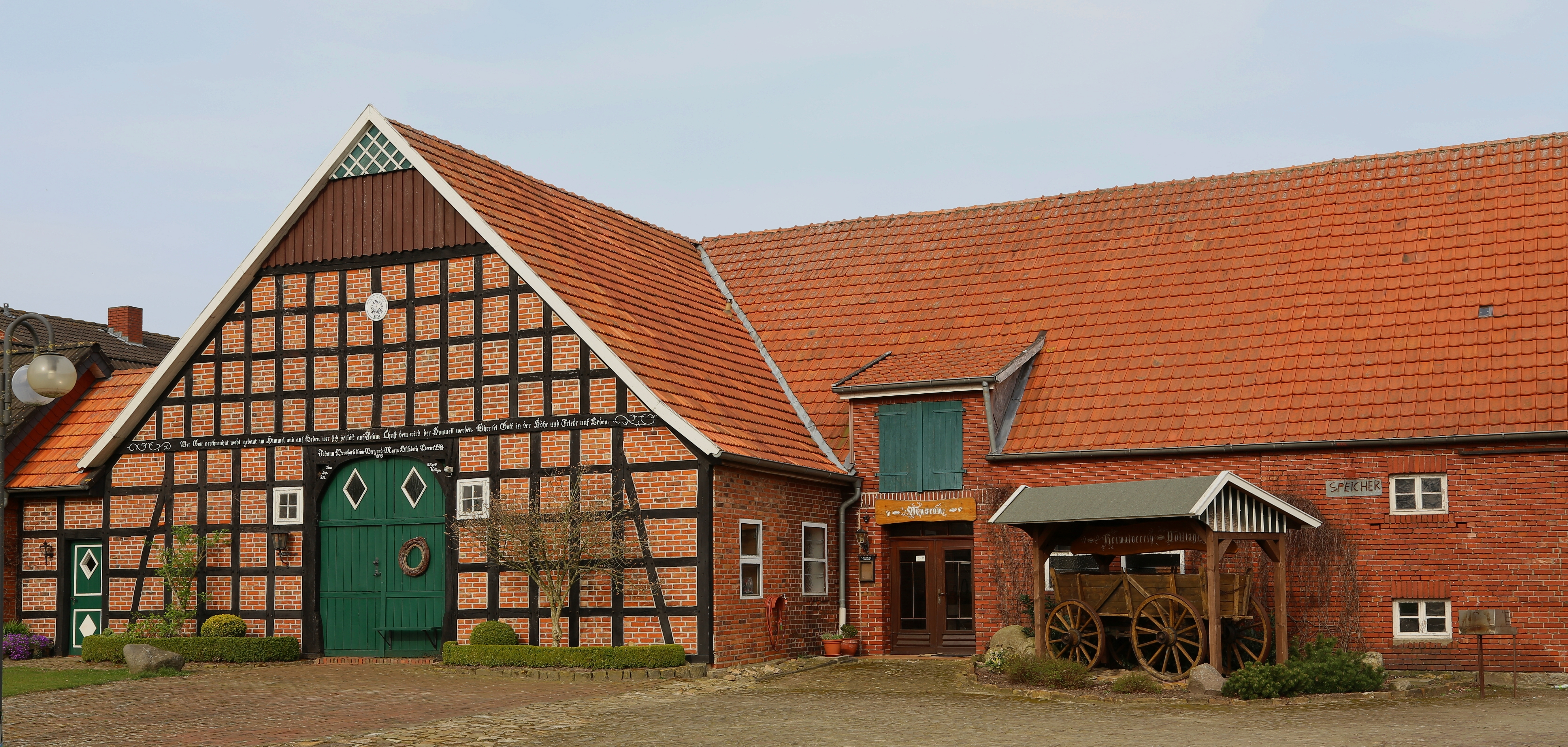
Das Heimatmuseum in Höckel

Es gibt ein Heimatmuseum in Höckel.

### Bauwerke
Der Grundstein für die katholische Kirche St. Katharina im Ortskern von Voltlage wurde im Jahre 1752 gelegt. Äußerlich macht die Kirche einen sehr schlichten Eindruck, im Innenraum befindet sich jedoch einer der prachtvollsten Barockaltäre des Umkreises. Außerdem befindet sich in der Katharinenkirche eine seltene Klausing-Orgel.

## Wirtschaft und Infrastruktur

### Wirtschaft
Im Jahr 2022 erzielte Voltlage Einnahmen aus der Gewerbesteuer in Höhe von 1,78 Millionen Euro. Mit einem Gewerbesteuerhebesatz von 400 % ist die Gemeinde knapp unter dem durchschnittlichen Gewerbesteuerhebesatz in Deutschland (403 %, Stand: 2022).

### Verkehr
Es bestehen einige Busverbindungen der Verkehrsgemeinschaft Osnabrück von Voltlage nach Neuenkirchen, Merzen, Fürstenau, Recke und eine stündliche Verbindung nach Osnabrück.

### Bildung
- Kindertagesstätte St. Katharina
- Kindergarten St. Katharina
- Overberggrundschule

## Persönlichkeiten

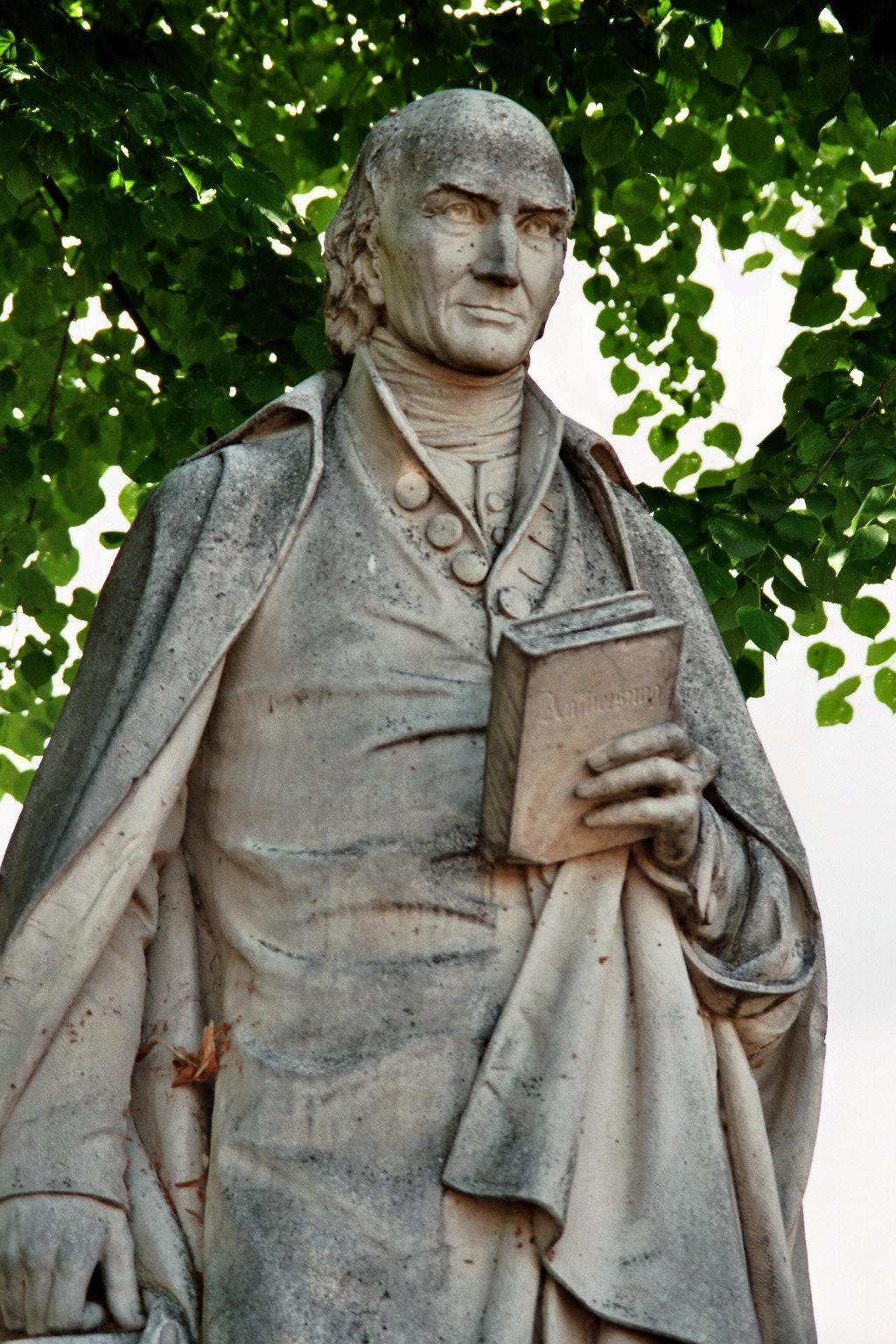
Detail der Overberg-Statue im Ortszentrum

### Ehrenbürger
- August Mönter († 15. August 2017), ehemaliger Bürgermeister in Voltlage
- Hermann Rotermann († 15. Januar 2013), Pastor

### Söhne und Töchter der Gemeinde
- Bernhard Heinrich Overberg (1754–1826), Theologe und Pädagoge
- Georg Dominikus Berg (1798–1837), Theologe
- August Hülsmann (1948–2021), Ordenspriester